# Турмышев, Афанасий Ермилович
Афана́сий Ерми́лович Турмы́шев (1814 — 16 (28) апреля 1856) — русский архитектор.

## Биография
Родился в 1814 году. После окончания Санкт-Петербургской академии художеств, 16 (28) октября 1836 года был направлен в Нижний Новгород на должность помощника губернского архитектора. Его первым заданием было проектирование чугунной решётки общественного сада в Нижегородском кремле. После того, как в 1837 году был отправлен в отставку Антон Лаврентьевич Леер, Турмышев продолжил строительство дома губернатора. В том же году спроектировал кремлёвскую оранжерею. 1838—1841 годах руководил перестройкой губернской гимназии, в 1840—1841 — строительством усадьбы Водовозовой.
После смерти в 1841 году Ивана Ефимова занял его место на посту губернского архитектора. В 1844—1845 годах строил усадьбу Амабелек-Лазаревых, в 1845—1848 годах занимался перестройкой усадьбы Сверчкова. В 1840—1850-х годах спроектировал множество церквей и общественных зданий в городах и сёлах губернии: Покрове (1846), Дивееве, Меленках, Осташихе (1847), Нестиарах (1848), Стрелке Арзамасского уезда.

По служебным обязанностям часто посещал города и сёла Нижегородской губернии: Ардатов, Арзамас, Балахну, Васильсурск, Макарьев, Семёнов и другие. В одну из таких поездок простудился и скончался 16 (28) апреля 1856.
- Дом губернатора
- Усадьба Водовозовой
- Усадбьба Абамелек-Лазаревых
- Усадьба Сверчкова